# Mala (Peru)
Mala ist eine Stadt im zentralen Westen Perus in der Provinz Cañete (Region Lima). Die Stadt ist Verwaltungssitz des gleichnamigen Distrikts. Beim Zensus 2017 wurden 22.325 Einwohner gezählt, 10 Jahre zuvor lag die Einwohnerzahl bei 19.332.

## Geographische Lage
Die Stadt Mala liegt 80 km südsüdöstlich der Landeshauptstadt Lima. Sie liegt auf einer Höhe von 30 m in der Küstenebene, knapp 4 km von der Pazifikküste entfernt. Der Río Mala fließt nordwestlich an der Stadt vorbei zum Meer. Die Panamericana verläuft westlich an der Stadt vorbei. Im Umkreis von Mala wird bewässerte Landwirtschaft betrieben.